# HD 18650
HD 18650，又名CD-29 1106，SAO 168202、HR 900，是一颗恒星，视星等为6.14，位于銀經224.1，銀緯-61.85，其B1900.0坐标为赤經2h 54m 51s，赤緯-29° -61.85′ 17″。